# Saalefee (Schiff, 1987)
Die Saalefee ist ein Fahrgastschiff, das in Bernburg liegt und auf der Saale eingesetzt wird.

## Geschichte
Das Schiff wurde 1987 in Berlin-Köpenick beim VEB Yachtwerft Berlin gebaut und ist mit einem 122 PS IFA Sechszylinder Schiffsdiesel vom Dieselmotorenwerk Schönebeck ausgestattet. Es hatte ursprünglich eine Zulassung für die Beförderung von 220 Personen, wovon in der heutigen Zeit 142 Plätze genutzt werden. 
Der Name Saalefee war schon früher einmal für ein Bernburger Fahrgastschiff genutzt worden: Bis 1964 fuhr die spätere Vaasa unter diesem Namen.

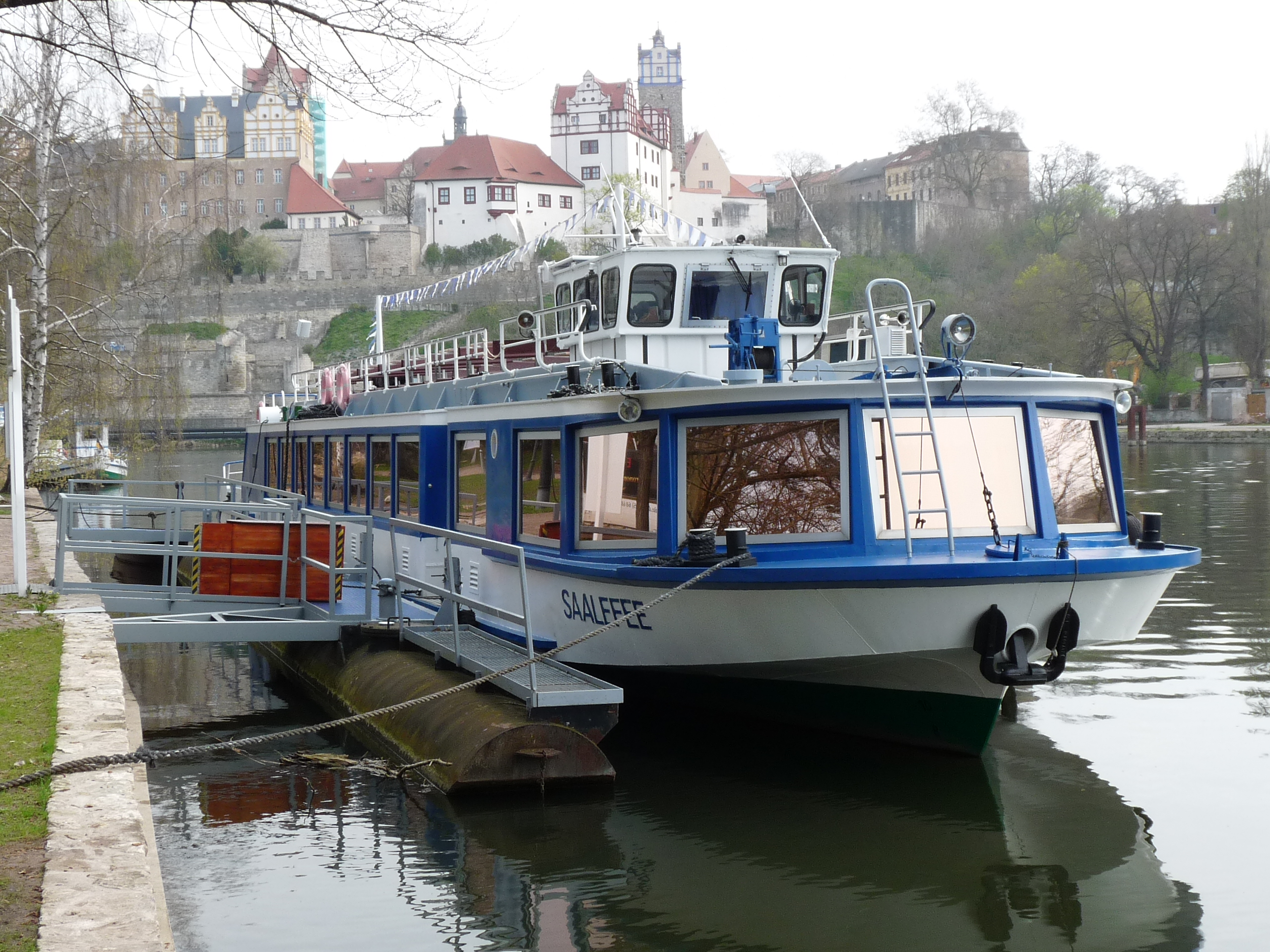
Bugansicht
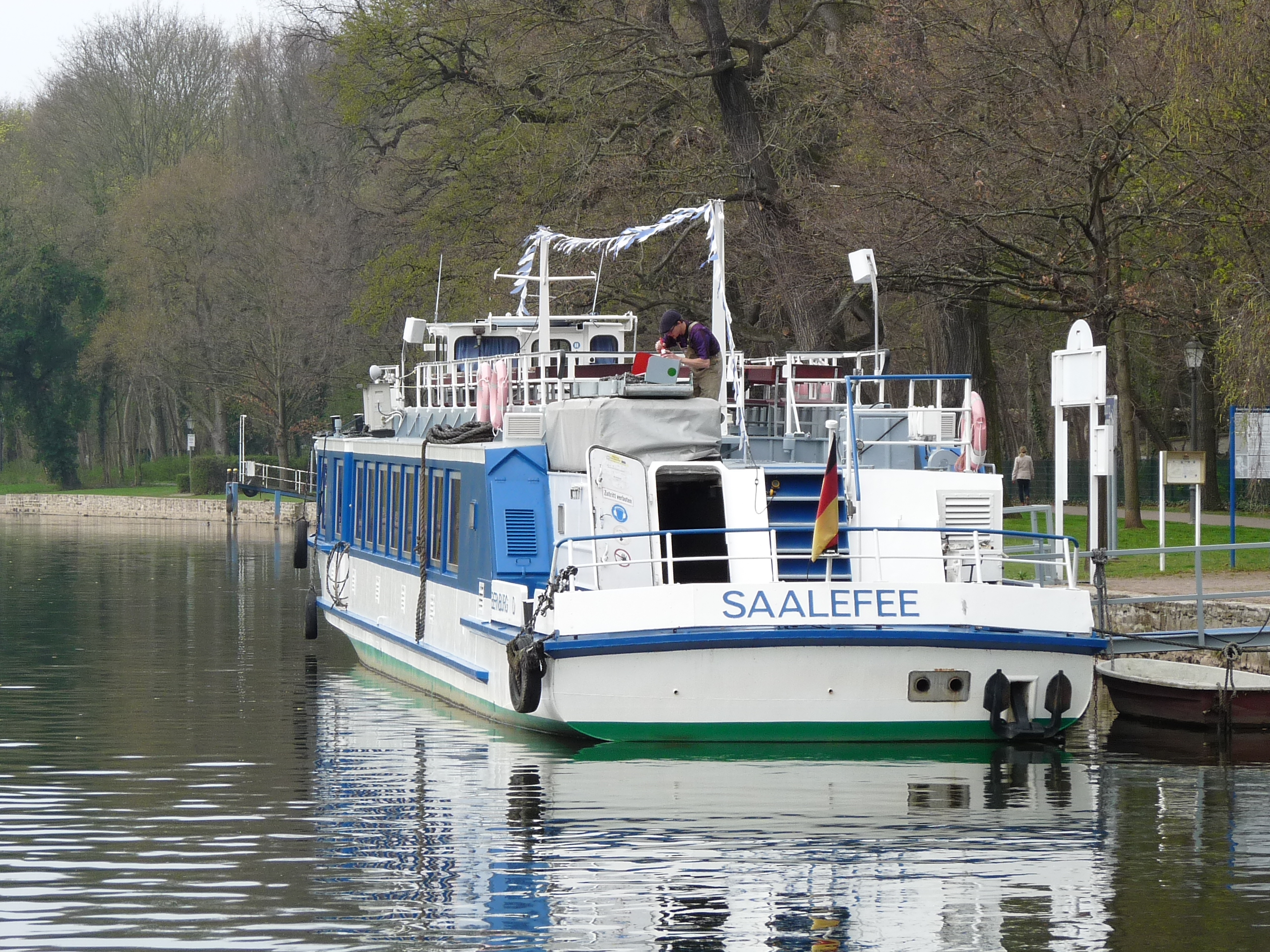
Heckansicht

## Einsatzgebiet
Der Eigner, die Bernburger Freizeit GmbH, setzt das Schiff vorwiegend auf der Saale von Bernburg nach Calbe, Alsleben und Wettin ein und nutzt es für Kaffee-, Schleusen-, Ausflugs-, Charter- und Mondscheinfahrten.